# Präventologe

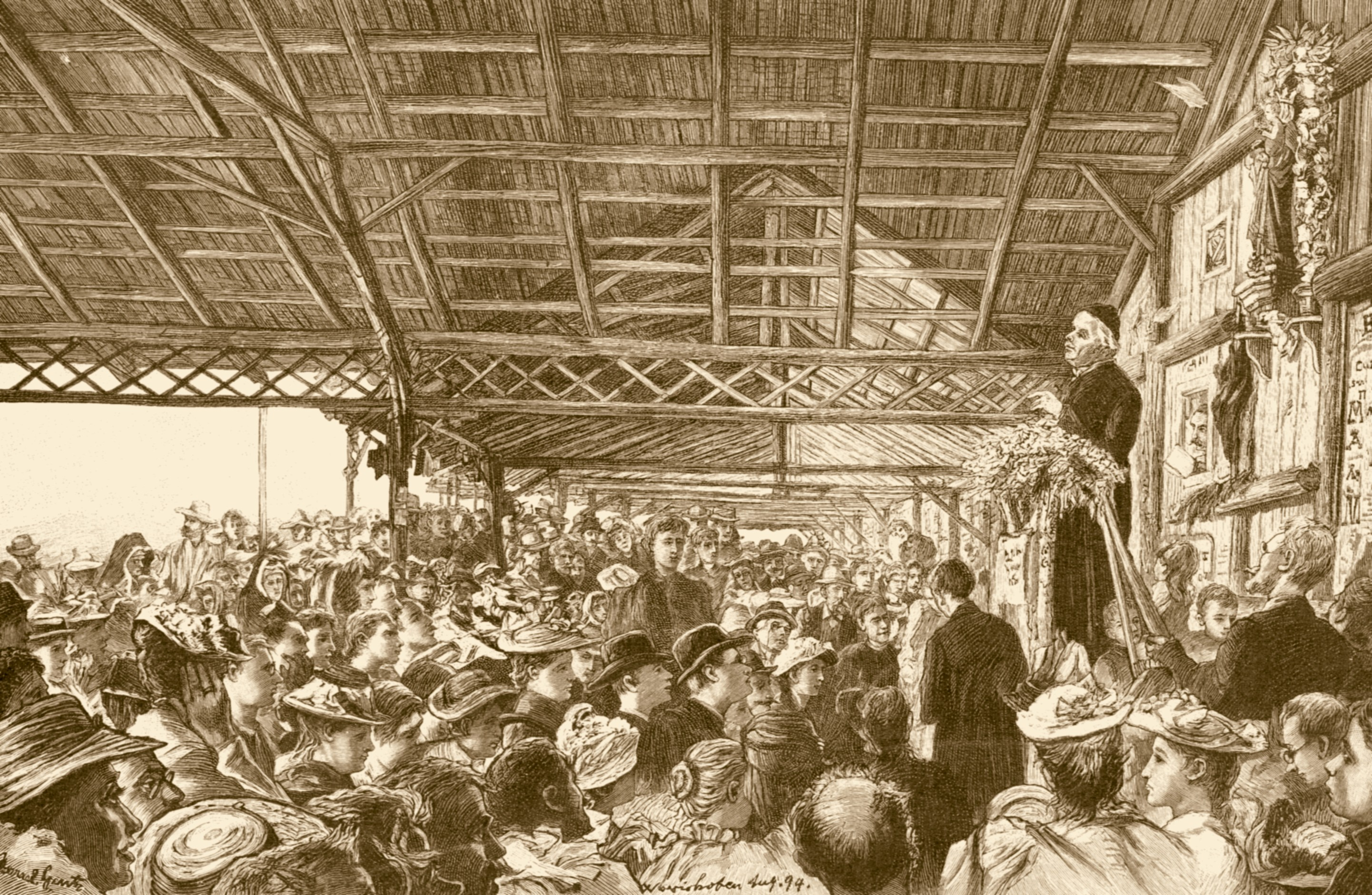
Sebastian Kneipp als einer der Vorreiter präventiver Gesundheitsförderung (1895)

Präventologe (aus lateinisch praevenire „zuvorkommen“, „verhüten“ und altgriechisch λόγος lógos „Lehre“) ist ein Gesundheitsberuf, der auf die Gesundheitsförderung des Einzelnen wie der gesamten Bevölkerung ausgerichtet ist. Schwerpunkte der Prävention sind Bewegung, Ernährung und Entspannung. Ziel der salutogenetischen Arbeit des Präventologen ist die Unterstützung von Menschen zu einem bewussten, eigenverantwortlichen und kompetenten Umgang mit der eigenen Gesundheit durch Information, Bildung, Beratung und die Vermittlung von Fähigkeiten oder Methoden.

## Ausbildung
Seit 2003 ist eine Ausbildung möglich, die aus einem einjährigen modularisierten Fernstudium mit Präsenzseminaren besteht, welches von der Bundesagentur für Arbeit zertifiziert ist. Neben einer allgemeinen Zertifizierung können Spezialisierungen für die Bereiche Kita, Schule, Betriebliche Gesundheitsvorsorge und Gemeindearbeit erworben werden. Das Präsenzstudium umfasst insgesamt 400 Stunden. Für die Ausbildung sind keine besonderen Zulassungsvoraussetzungen angegeben. Zu den Ausbildungsinhalten gehören medizinische Grundlagen, Konzepte der Gesundheitsförderung und Prävention, Wirksamkeit und Risiken der Komplementärmedizin, Grundlagen gesunder Ernährung, Bewegung und Entspannung, Lebenskompetenztraining sowie pädagogische Grundlagen der Vermittlung. Zu den spezielleren Themen gehören u. a. Suchtprävention, Stressbewältigung, betriebliche Gesundheitsförderung und präventive Umweltberatung.
Eine vergleichbare Qualifikation kann unter dem Namen „Geprüfte/r Präventionsberater/in – Gesundheitsberater/in“ durch ein 15-monatiges reines Fernstudium erworben werden. Hier ist als Mindestvoraussetzung der Realschulabschluss sowie  eine Ausbildung und/oder Berufserfahrung in einem anderen Gesundheitsberuf oder einem pädagogischen oder beratenden Beruf gefordert. Weitere Ausbildungen werden unter der Bezeichnung Gesundheitsberater angeboten. Sie sind im Hinblick auf Umfang und Qualifikation der Abschlüsse uneinheitlich.

## Tätigkeitsfelder
Tätigkeitsfelder sind öffentliche und private Einrichtungen, wie Kindergärten und Schulen, Vereine und Zentren in den Bereichen Sport, Fitness und Gesundheit, Beratungsstellen, Reha-Kliniken, Betriebe, Selbsthilfeorganisationen sowie Einrichtungen der Wohlfahrtsverbände und Gesundheitsdienste. In Betrieben bilden Präventologen ein Bindeglied zwischen Betriebsarzt, Arbeitnehmer und Arbeitgeber und koordinieren innerbetriebliche Gesundheitsprogramme, die den Krankenstand verringern sollen. Sie koordinieren Wellnessangebote, etwas in Hotels, zur Erholung und Förderung der Gesundheit. Daneben ist eine journalistische Tätigkeit zu Gesundheitsthemen möglich.
Präventologen unterliegen, soweit sie dem Berufsverband angehören, in ihrer Berufsausübung einer Berufsordnung, die sich auf die Ottawa-Charta zur Gesundheitsförderung beruft.

## Organisationsformen
2003 wurde von Angehörigen unterschiedlicher Gesundheits-, Sozial- und Pädagogikberufe der Berufsverband Deutscher Präventologen e.V., seit 2014 Berufsverband der Präventologen e.V., gegründet. Er entwickelte das Fachstudium Präventologe, schuf eine Berufsordnung, vergibt in Zusammenarbeit mit der Bundesagentur für Arbeit das Zertifikat und veranstaltet jährlich eine Fachtagung. Vorsitzender ist seit 2006 Ellis Huber.
2004 entstand das Hauptstadtbüro Komplementärmedizin  in Berlin, an dem neben dem Berufsverband der Präventologen der Dachverband Anthroposophische Medizin in Deutschland (DAMiD), AnthroMed, der Deutsche Zentralverein homöopathischer Ärzte (DZVhÄ); die Hufelandgesellschaft (Dachverband der Ärztegesellschaften für Naturheilkunde und Komplementärmedizin), der Kneipp-Bund e.V. und der Bundesverband für Gesundheitsförderung und Prävention beteiligt sind. Ziel des Zusammenschlusses ist die Weiterentwicklung von Prävention und Gesundheitsförderung.